# Fred Brown (Basketballspieler)
Fred Brown (* 7. August 1948 in Milwaukee, Wisconsin), Spitzname Downtown Freddie Brown, ist ein ehemaliger professioneller US-amerikanischer Basketballspieler. Von der University of Iowa wechselte der Shooting- und Point-Guard im Jahr 1971 zu den Seattle SuperSonics, für die er 13 Saisons, bis zum Ende seiner aktiven Karriere 1984, in der NBA spielte. Er war bekannt für seine präzisen Würfe. 1976 wurde Brown in das NBA All-Star Team berufen. Im Verlaufe seine Karriere erzielte er 14.018 Punkte (durchschnittlich 14,6 pro Spiel).

## Biografie
Brown besuchte bis zum Jahr 1967 die innerstädtisch Lincoln High School in Milwaukee, an der er seinen Spitznamen „Downtown Freddie“ bekam. Er führte Lincoln zu zweite Bundesstaatsmeisterschaften und wurde zweimal in das All-State-Team berufen. Neben Basketball spielte er auch Football und Baseball. Aufgrund seiner schwächeren Würfe aus der Entfernung folgte ihm der Spitzname „Downtown Freddie“ durch seine ganze Karriere.
Brown schloss sein Studium an der University of Iowa 1971 ab und erzielte dort mit dem College-Team Iowa Hawkeyes durchschnittlich 27,6 Punkte pro Spiel. Im NBA Draft desselben Jahres sicherten sich die Seattle SuperSonics als sechsten Pick von Kentucky Colonels Brown. Seine NBA-Karriere begann verhalten; in seiner Rookie-Saison erzielte er in 33 Partien 4,2 Punkte pro Spiel und war nur Ergänzungsspieler für die erfahreneren Guards Lenny Wilkens und Dick Snyder. Nach Wilkens' Wechsel zu den Cleveland Cavaliers 1972 erhielt Brown mehr Spielzeit und steigerte seine Punktequote pro Spiel auf 13,5 und 16,5 in den nächstens beiden Saisons.
Im Jahr 1974 wechselte auch Snyder zu den Cavaliers und Browns Trefferquote stieg in der Saison 1974/75 auf 21 Punkte pro Spiel. Am Ende der Saison war er weiterhin fünftbester Spieler in der Kategorie Steals pro Spiel. 1975/76 wurde Brown aufgrund seines Punktedurchschnitts und seiner Freiwurfquote (jeweils Platz 5 der NBA) für das NBA All-Star-Team nominiert.
Brown war auch in der Saison 1976/77 und 1977/78 einer der wichtigsten Spieler Seattles. Als jedoch Lenny Wilkens den Head-Coach-Posten übernahm, heuerte dieser die Free Agents Gus Williams und Dennis Johnson an, das dazu führte, dass Brown selbst weniger Spielzeit bekam. Wegen seines schnellen Umschaltens von Bank auf Angriff bezeichnete Wilkens ihn als „Instant Offense“. Die Sonics erreichten 1978 das NBA-Finale, konnten sich aber nicht gegen die Washington Bullets durchsetzen.
In der nächsten Saison war Brown Mannschaftskapitän der SuperSonics und gewann mit ihnen zum ersten und einzigen Mal in der Geschichte der Seattler den NBA-Titel. Brown war zudem regelmäßig weit vorne in der Rangliste der besten Freiwurfschützen vertreten und er war der erste, der nach Einführung der Dreipunktelinie 1979/80, die Liste mit den besten Dreipunkteschützen anführte.
Brown beendete 1984 seine Karriere und war bis dahin Franchise-Bester in absolvierten Spielen (963), erzielten Punkten (14.018), Feld- (6.006) und Freiwurfpunkten (1.896). Er hält zudem den Sonics-Rekord für die meisten Punkte in einem Saisonspiel (58), Punkte in einem Play-off-Spiel (45, gemeinsam mit Ray Allen) und Steals in einer Partie (10, zusammen mit Gus Williams).
Zu Ehren Browns wird seit 1986 das Trikot mit der Nummer 32 nicht mehr vergeben. Nach seiner sportlichen Karriere arbeitete er zuerst bei der Seafirst Bank in Seattle, bevor er später zur Bank of America ging, bei denen er als Senior-Vizepräsident nach 15 Jahren in Rente ging. Er lebt immer noch in Seattle und spricht sich für eine Rückführung des SuperSonics-Franchise nach Seattle aus, nachdem diese 2008 aufgrund eines neuen Eigentümers nach Oklahoma City gingen.